# 甘露寺経遠
甘露寺 経遠（かんろじ つねとお）は、安土桃山時代の公家。官位は正四位上・蔵人頭、右中弁。甘露寺家21代当主。

## 経歴
天正4年（1576年）、准大臣・勧修寺晴豊の次男として誕生。母は陰陽頭兼刑部卿・土御門有脩の娘。
権大納言・甘露寺経元の養子となる。慶長7年（1602年）、卒去。法名は禅空。
家督は権中納言・正親町三条公仲の三男で養子・豊長が継いだ。
慶安手鑑などに筆蹟が有り、名筆の誉れ高い。

## 系譜
- 父：勧修寺晴豊（1544-1603）
- 母：土御門有脩の娘
- 養父：甘露寺経元（1535-1585）
- 妻：不詳
- 養子
  - 男子：甘露寺豊長（1590-1606） - 正親町三条公仲の三男